# Stapleton (Georgia)
Stapleton es una ciudad ubicada en el condado de Jefferson en el estado estadounidense de Georgia. En el año 2000 tenía una población de 318 habitantes.

## Geografía
Stapleton se encuentra ubicada en las coordenadas 33°12′57″N 82°28′5″O / 33.21583, -82.46806 (33.215877, -82.468007).
Según la Oficina del Censo, la localidad tiene un área total de 4,5 km² (1,7 mi²), de la cual 4,5 km² (1,7 mi²) es tierra y 0 km² (0 mi²) (0.00%) es agua.

## Demografía
Según la Oficina del Censo en 2000 los ingresos medios por hogar en la localidad eran de $35,288, y los ingresos medios por familia eran $37,083. Los hombres tenían unos ingresos medios de $35,208 frente a los $17,500 para las mujeres. La renta per cápita para la localidad era de $15,829. 